# Moussaoua
Moussaoua est un grand village du Maroc qui se situe dans la région de Meknès.

## Étymologie
Le village de Moussaoua tire son nom du nom de son fondateur spirituel Sidi Moussa Ben Ali, mort en 1577, Sidi Moussa est le disciple de Sidi Abdallah Khiate.

## Population
La population de Moussaoua se monte à plus de 8 000 habitants, composée en majorité de familles autochtones, appartenant aux différentes branches descendant principalement des Ouled Zaïm (Zaïmyines, Zaïmi ..) ;des Omariyens; Rhiouins; Mernissa. D'après la tradition orale, les premiers (ouled Zaïm) sont issus de la tribu arabe (Fes-Meknes) des Oudaïa: autrefois tribu très puissante et qui formait une grande confédération dans la région de Meknes-Fes.

## Histoire

### Avant Sidi Moussa Ben Ali
Le village de Moussaoua existait bien avant Sidi Moussa. Il portait le nom de Houara. Aujourd’hui, le nom de Houara désigne la source situé à l’endroit du mausolée de Sidi Moussa.
Avant d’habiter au lieu actuel de Moussaoua, ses habitants avaient construit et vécu dans un village au lieu-dit actuel Idi Ahmed El Asslani situé à 3 km au sud de la Moussaoua actuelle. Des vestiges de cet ancien village existent encore aujourd’hui. On peut notamment y observer un petit dôme que les moussaouis tiennent pour le tombeau du saint Sidi Ahmed El Asslani, mais qui est interprété par les archéologues comme le seul vestige romain dans la région du Zerhoun en dehors du site de Volubilis et des thermes romains dans la vallée de l’O. Khoumane[précision nécessaire].  

M. Cagnat, qui commente les résultats et les observations des officiers topographes français chargés d’effectuer les levés de la carte de Zerhoun relève ce point et s’en étonne : 

« Nous ne pensons pas qu’en dépit d’une localisation très nette au Sud de Moussaoua près du petit marabout de Sidi Ahmed Leslani les travaux des levés entrepris dans la région de Beni-Amar ont montré d’autres vestiges romains. »

Sidi Ahmed El Asslani est situé sur le sommet d’une colline où il n’y a pas de source d’eau. Des canalisations, dont les traces existent encore aujourd’hui au pied du Djebel Takerma, permettaient le transport de l’eau depuis une source éloignée d’environ 1,5 km.
Le lieu-dit Sidi Ahmed Ben Omar situé à 1 km au nord de Moussaoua actuelle et serait plus ancien que Sidi Ahmed El Asslani. Il ne reste aujourd’hui de cet ancien village que quelques chênes. La transmission orale veut que les habitants de Sidi Ahmed Ben Omar l’aient quitté pour construire le village de Sidi Ahmed El Asslani, qui à son tour fut abandonné en faveur du site Houara rebaptisé Moussaoua, après la mort de Sidi Moussa.

### Sidi Moussa Ben Ali
Sidi Moussa fut le disciple de Sidi Abdallah : ces deux saints sont issus du grand mouvement marabouttique des XVIe et XVIIe siècles. À cette époque, des entreprises européennes se développaient sur les côtes du Maghreb. De nombreux saints et marabouts se manifestèrent d’un bout à l’autre du Maghreb et du Maroc en prêchant la défense du pays contre le colonisateur venu d’Europe, et réchauffant la foi dans l’Islam menacé.
Une transcription faite par Zaïmi Abdeslam Ben Ali Ben Thami, mort en janvier 1991 à Moussaoua (Adel notaire du village), affirme être « une copie de ce qu'on peut lire dans Jawahir es Simat fi Manaquib sayyidi Abd Allah el Khayat » : 

« Le vertueux cheikh Abou Imran Moussa ben Ali Ezzerhouni [...] Il fut un homme vertueux, un saint. Toutes les fois qu’il passait devant un gros roc ou un rocher immense, il épuisait ses forces à l’arracher; lorsqu’il était parvenu à ses fins il se livrait à la méditation. telle était sa manière de faire. On le voyait accomplir des miracles. J’ai rencontré ce personnage, d’un caractère doux, d’une conduite irréprochable, il portait sur la figure l’image du bien et de la vertu.
Il est mort, que Dieu lui fasse miséricorde! vers le milieu de la IXe décennie (1577 J.C.). Dieu en sait davantage. Il a été enterré à l’endroit même qu’il avait occupé de son vivant au Zerhoun.[réf. nécessaire] »

L'un des descendants (non vérifié !) de Sidi Moussa nommé Mohammed et plus connu par son surnom Sidi Harraq el Heri : celui-qui-incendie-le-magasin du sultan. Il est enterré à Moussaoua dans un mausolée qui porte son nom et construit par le sultan Moulay Ismail. Il est entré dans l'histoire du Maroc grâce à un événement particulier. Pour consultation, le sultan Moulay Ismail a convié à son palais royal de Meknès tous les sages de la région, parmi ceux-ci était Mohammed, le fils de Sidi Moussa montant un âne, s'est présenté avec une allure de pauvre homme. Ce qui lui a valu une interdiction des gardiens d'accéder au palais. Au moment où il sortait par les portes, un incendie s'est subitement déclaré dans le magasin du palais. Les gardiens ont attribué l'origine du feu à Mohamed. Ce dernier a proposé immédiatement, pour éteindre l'incendie d'y jeter du sable sur le feu, ce qui fut fait et l'incendie s'est éteint. Le sultan a vu en Mohamed une marque d'extrême sagesse et pour le remercier, il lui a attribué le surnom de Sidi Harraq el Heri et à sa mort, il a été enterré dans un mausolée construit par le sultan.
Sidi Moussa a donné naissance à sept filles, toutes décédées très jeunes. Les Moussaouis les ont enterrées dans le mausolée où est enterré leur père, dans une chambre appelée Baït La-âwatak en mémoire des jeunes défuntes.
Dès l’époque de Sidi Moussa, Moussaoua était le plus grand village du Zerhoun (sud). Sidi Mousa en fait le lieu de formation des Tolbas. Il marque le début d’une longue période où Mousaoua a constitué un lieu de formation de nombreuses générations de tolbas, adoul et imams dont le rayonnement s’est illustré dans le sud du Zerhoun. Dans l’époque qui suit Sidi Mousa, Moussaoua fut toujours le lieu de résidence ou de passage de nombreux prédicateurs, parmi lesquels :
- Sidi Al-Arbi Ben Driss Cherif al-Alami al-Lahiani (connu par le Moussaoui, ou Sidi Al-Arbi A-Sayah), un représentant de la zaouia Tijania: il a laissé de nombreuses contributions dans l’explication et la lecture du Coran, et dans la grammaire arabe. À Moussaoua, il a vécu longtemps et est mort très âgé, la nuit du samedi 16 joumada II de l’année 1320 de l’Hégire et enterré dans un mausolée qui porte aujourd’hui son nom.
- Mohamed Ben Ahmed Abou Abdallah Al-Ouazzani est originaire de Meknès, et a habité à Moussaoua. Il a été reconnu par le Moussaoui, et est reparti à Meknès. C'est un connaisseur dans les techniques de guerre, un bon fabricant de Baroud. Il est mort en 1345 de l’Hégire.

### Évolution historique
Les autochtones et fondateurs de Moussaoua, semblent rechercher plus ou moins une position facile à défendre. Ils ont évité de s'installer sur des pitons, sans doute pour se ménager des facilités d'approvisionnement en eau. Ils se sont arrêtés à mi-pente de manière à avoir des vues suffisantes sans abandonner le niveau des sources. Ils se sont entourés de murailles, appareil défensif assez important qui atteste un souci de sécurité. Il est difficile de dater ses fortifications, mais sans doute remontent-elles beaucoup plus avant le XVIIe siècle.
Jusqu'aux années 1960-1970, il y avait des murailles qui font le tour du vieux Moussaoua dans lequel le visiteur pénètre par deux portes :
- Porte Bab Khrarab dont les vestiges existent encore aujourd'hui (1992), qui ouvre Moussaoua vers l'ouest. C'est de là que les Moussaouis partaient acheter à manger à Moulay Driss.
- Porte Bab el-Kasbat (détruite par un tremblement de terre à la fin des années 1960, sans faire de victimes) : c'est la porte principale qui ouvre Moussaoua vers l'est et le sud. Elle est formée de deux grandes portes et d'un bastion. Le bastion avait un rôle de surveillance, il servait à contrôler les entrées dans le village. Les gens qui viennent tard le soir, après la fermeture des portes, doivent d'abord décliner leur identité au gardien qui se trouve dans le bastion et qui selon le cas, autorise ou non l'ouverture des portes.

À l'extérieur de la muraille, au nord-est, les troupeaux sont laissés dans les Zeriba, d'où le nom de ce quartier ez-Zraïb. Aujourd'hui, il représente une partie de l'extension du village vers le nord-est.

## Les quartiers principaux
Le village est formé de six quartiers principaux, Babe el Kasseba, Zerayeb, Outtaya, Riff Tahtei, Riff Fouqui, Bab Khrarab.

## Les savoir-faire

### Samet et vinaigre
Le samet résulte de la transformation du raisin, jadis très abondant à Moussaoua. Il y en a de trois sortes :
- Samet El Matboukh
- Rab El-Faqih
- Samet La-Hlou

Les deux premières espèces sont rarissimes, ce sont des boissons enivrantes (car alcooliques), donc interdites par la religion. C'est pourquoi elles sont appelées Samet El-Harami (défendus)
La troisième espèce est très courante, la Samet La-Hlou. C'est une sorte de gelée sucrée de raisin. La douceur du samet est comparable à celle du miel. Il est consommé sous forme de tartines de samet ou bien il est dilué dans l'eau et servi ainsi. Cette boisson inoffensive était fréquemment composée pour les malades et les femmes en couches. Aussi la fabrication du vinaigre (El-Khal) était-elle fréquente. Pour cela, le raisin est mis dans un vase de terre pendant une certaine durée, ou alors il faut se servir du samet aigri.
Moussaoua expédiait son Samet et son vinaigre aux villes voisines (Meknès, Fès, Moulay Idris), et le vendait aux gens des villages voisins lors de son marché du jeudi.

### Les tisserands
La plupart des femmes de Moussaoua savent travailler la laine. D'abord, la laine encore sur peau est lavée et blanchie, ensuite travaillée et tissée :
- Lavage : une solution chaude de saponaire est versée du côté de la toison, puis elle est lavée abondamment dans l'eau provenant des sources, en battant avec un bâton (mkhabba). Après avoir séché une première fois, elle est lavée ensuite par un mélange (khlata) d'eau froide et de liane, qui agit pendant une vingtaine d'heures. La laine est ensuite arrachée par poignées, rincée à l'eau claire et séchée une deuxième fois.
- Blanchiment : la laine est exposée sur une cage semi-cylindrique, faite de roseaux (kabrata) au-dessous de laquelle le soufre solide est vaporisé en le mettant dans du charbon ardent. À la fin de l'opération de blanchiment, il faut rincer à l'eau claire et sécher au soleil.
- Filage : Il faut étaler la laine en l'ouvrant à l'aide des doigts (tanfich). Ensuite, la laine est cardée au moyen de kharchaal as-souff. Le filage se fait à l'aide d'un appareil, le rouet ou naôura (machine qui tourne). Certains se servent de quenouille, roukka et moghzel. Cette opération de filage s'appelle ghzel. Cette opération de ghzel constitue un véritable passe-temps pour les femmes de Moussaoua, qui la pratiquent comme un passe temps. Enfin, la laine est enroulée en bobines sur des morceaux de bois, pour obtenir alors lakhiam ou toâma.
- Tissage : La laine en lakhiam ou toâma, est ensuite tissée chez le tisserand du village. Les tissus fabriqués sont assez épais. L'el Hayek est une étoffe blanche qui sert de drap et à l'occasion de voile pour la femme mariée pendant qu'elle est dans la rue. Le tarzem est une étoffe épaisse, souvent en laine brune et teinte.

Aujourd'hui il semble que la broderie a complètement supplanté ces activités. Les hommes fabriquent également, à l'aide de palmier doum (palmier nain), des cordes, des schwari (paniers portés par l'âne), des tellis (selles pour ânes et mulet), etc.

### Les raisins secs (Zbib)
Les grappes de raisin sont trempées dans une solution de liane (cendre et chaux), qui sont ensuite étalées sur du palmier nain sur la terrasse ou dans un endroit du jardin. Le raisin reste sur l'al manchour pendant 3 à 5 jours, il est retourné de temps en temps four uniformiser le séchage. Il reste à égrener les grappes et les grains de raisins secs qui sont emmagasinés dans de grandes corbeilles en roseaux (sllat). Le raisin sec était vendu au marché de jeudi, qui se tient à Moussaoua, par unité de moud ou de chouari.

### Figues
Il y a deux espèces de figues sèches : chrihha (ouverte) et makhfoula (fermée).
- Chrihha : les figues sont cueillies mûres, puis elles sont ouvertes et étalées sur le séchoir. Elles sont séchées pendant environ 2 jours, puis ramassées dans l'après-midi afin que la chaleur du soleil les ait complètement débarrassées de l'humidité. Elles sont placées ensuite dans les corbeilles en alternant une couche de chrihha avec une légère couche de thym zaâtar).
- Makhfoula : les figues entières sont laissées sécher d'abord sur l'arbre jusqu'à ce qu'elles commencent à tomber, en particulier en agitant les branches du figuier, et ensuite placées sur le séchoir. Elles y sèchent plus de temps que la chrihha, environ 5 ou 6 jours. Les meilleures sont enfilées en chapelets sur une ficelle de palmier nain à l'aide d'une aiguille de bourrelier (mikhit).

### La viande sèche (Guedid)
Le gueddid est fabriqué à l'aide de la viande de bovins ou d'ovins. Seuls les muscles sont utilisés, coupés en lanières, qui sont marinées dans du gros sel et suspendues sur un fil pour sécher par la chaleur du soleil, pendant 5 à 7 jours. Elles sont ramassées l'après-midi et placées dans des amphores tangia ou dans des sacs. Elles peuvent être conservées sous cette forme pendant de nombreux mois, voire une année ou plus.
À l'approche de leur période de leur consommation, elles ont cuit dans l'huile d'olive et le tout peut être conservé dans un état gelé, dans une amphore. Sous cette forme, la conservation dure pendant un à deux mois environ. Pour les manger, il suffit de réchauffer à feu doux, pour obtenir un plat liddam.